# Musikdrama

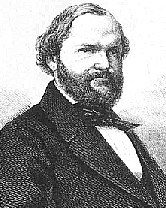
Theodor Mundt (1808–1861), critico e romanziere tedesco, membro della Giovane Germania, scuola letterariacon lo scopo di promuovere la cultura liberale e democratica attraverso l'arte.

Musikdrama, in italiano dramma musicale, è un termine tedesco usato per indicare l'unità di prosa e musica. Coniato da Theodor Mundt nel 1833, è stato adottato dal compositore Richard Wagner, assieme al neologismo Gesamtkunstwerk (opera d'arte totale), per definire le proprie opere. Erano opere destinate ad ceto sociale medio-alto e trattavano principalmente di miti e leggende tedesche.

## Significato
Mundt formulò la propria definizione in esplicita antitesi all'intermezzo, composizione posta tra altre entità musicali o drammatiche.

### La concezione wagneriana
Al giorno d'oggi il termine è associato principalmente alla produzione di Richard Wagner, nella quale musica, canto, poesia, recitazione e psicologia si fondono secondo la logica del Gesamtkunstwerk (o Wort-Ton-Drama). Sia il libretto che la musica erano infatti scritti dal compositore di Lipsia, che interveniva anche nella regia e nella scenografia. Egli stesso definiva le sue opere "azioni" o addirittura "gesta della musica divenute visibili". Queste "azioni" pretendono un'attenzione quasi religiosa, a cui lo spettatore deve assistere senza la minima distrazione: nel teatro di Bayreuth, infatti, per la prima volta le luci venivano spente e l'orchestra era totalmente nascosta sotto il palcoscenico, come se la musica sorgesse magicamente dall'immaginazione dello spettatore.
Dei tre periodi in cui si è soliti dividere la produzione wagneriana (il primo, le opere giovanili: Le fate, Il divieto d'amare e Rienzi; il secondo, il momento di transizione, che riguarda L'olandese volante, Tannhäuser e Lohengrin; il terzo, il periodo che coincide con l'autentico wagnerismo: la Tetralogia, Tristano e Isotta, I maestri cantori di Norimberga e Parsifal) solo il terzo è da ascrivere compitamente alla concezione del Musikdrama: è tradizione indicare il Lohengrin come l'ultimo dei lavori di Wagner per il quale può essere utilizzato il termine "opera", in antitesi alla produzione successiva per la quale è preferibile usare il termine "dramma musicale".